# Rhynchospora oligantha
Rhynchospora oligantha är en halvgräsart som beskrevs av Asa Gray. Rhynchospora oligantha ingår i släktet småag, och familjen halvgräs.

## Underarter
Arten delas in i följande underarter:
- R. o. breviseta
- R. o. oligantha